# Roy Keane
Roy Maurice Keane (* 10. August 1971 in Cork) ist ein irischer Fußballtrainer und ehemaliger -spieler. Bekannt wurde der zweikampfstarke und mit großen Führungsqualitäten ausgestattete zentrale Mittelfeldspieler speziell für seine mehr als zwölf Profijahre bei Manchester United. Dort gewann der WM-Teilnehmer von 1994 sieben englische Meisterschaften, vier FA-Cup-Trophäen und 1999 – wenngleich im Finale aufgrund einer Gelbsperre nicht eingesetzt – die Champions League. Nach einem letzten Kurzengagement für Celtic Glasgow in der Saison 2005/06, als er noch einmal die schottische Meisterschaft und den Ligapokal errang, wechselte er ins Trainerfach. Bis dato letzte Station im Vereinsfußball war der englische Zweitligist Ipswich Town, für den sich Keane von April 2009 bis Januar 2011 als sportlicher Leiter betätigte. Im Herbst 2013 wurde er zusammen mit Martin O’Neill zum neuen Teamchef der irischen Fußballnationalmannschaft bestimmt.

## Jugend
Roy Maurice Keane ist das vierte von fünf Geschwistern und wurde am 10. August 1971 in der irischen Stadt Cork geboren. Die Familie lebte in bescheidenen Verhältnissen im Arbeiterviertel Mayfield. Aufgrund der angespannten wirtschaftlichen Situation, musste Vater Maurice verschiedene Jobs annehmen, um die Familie durchzubringen und arbeitete sowohl in einer Textilfabrik als auch für die Brauerei Murphy’s. Der junge Keane wuchs in einem sportbegeisterten Umfeld auf und spielte ab 1980 für die Jugendmannschaften des Amateurklubs Rockmount AFC. Daneben boxte er und nahm sogar an Wettkämpfen teil, konzentrierte sich jedoch auf den Fußball. Als Kind war er Anhänger von Tottenham Hotspur und des schottischen Klubs Celtic Glasgow, der traditionell durch die irisch-katholische Bevölkerung unterstützt wird.
Nach seinem Schulabschluss nahm Keane nur Gelegenheitsjobs an, um auch weiterhin genügend Zeit für den Sport zu haben. Schon als Jugendlicher zeichnete er sich durch großen Ehrgeiz und Entschlossenheit aus und hoffte wie viele Iren auf einen Profivertrag in den weitaus bekannteren Ligen in England oder Schottland. Allerdings konnte er sich, vermutlich wegen seiner zu geringen Körpergröße, zunächst nicht in das Blickfeld der Talentscouts spielen.
Ein Verwandtschaftsverhältnis zu Robbie Keane (* 1980) besteht nicht.

## Spielerlaufbahn

### Vereinskarriere

#### Cobh Ramblers (1989–1990)
Jugendtrainer Eddie O’Rourke gilt als Entdecker von Roy Keane und überzeugte ihn 1989 von einem Vereinswechsel zu den Cobh Ramblers, einem halbprofessionellen Klub aus der zweiten irischen Liga (League of Ireland First Division). Innerhalb weniger Wochen beeindruckte Keane die Verantwortlichen und debütierte am 5. November 1989 in einem Ligaspiel gegen die Bray Wanderers (1:2). Der robuste und physisch starke Mittelfeldspieler musste fortan an einem Wochenende häufig sogar zwei Partien absolvieren – jeweils eine für die Jugend- als auch die Seniorenmannschaft. Unter der Woche trainierte Keane im Jugendstützpunkt des irischen Fußballverbandes (FAI) in Dublin und kehrte an den Wochenenden zu den Spielen der Ramblers nach Cobh zurück. In einer Partie des FAI Youth Cups im Februar 1990 weckte Keane das Interesse eines Beobachters von Nottingham Forest, die den 18-Jährigen zu einem Probetraining einluden. Trainer Brian Clough nahm ihn anschließend für eine Ablösesumme von 47.000 £ unter Vertrag.

#### Nottingham Forest (1990–1993)
Ab Juli 1990 stand Keane im Kader des englischen Traditionsklubs Nottingham Forest. Seine Anfangszeit in England war problematisch, da er mit Eingewöhnungsproblemen zu kämpfen hatte und Trainer Clough mehrfach bat, nach Hause reisen zu dürfen. In dieser wichtigen Frühphase seiner Karriere war Clough dazu bereit und Keane äußerte in seiner Autobiografie große Dankbarkeit und bezeichnete das Entgegenkommen als wichtigen Faktor zur Überwindung der anfänglichen Hindernisse im Profifußball. In der Sommervorbereitung agierte Keane sowohl für die U-21-Auswahl als auch die Reservemannschaft, passte sich jedoch schnell dem sportlichen Niveau an und stand am 2. Spieltag der Saison 1990/91 überraschend in der Startaufstellung. Damit debütierte Keane am 28. August 1990, kurz nach seinem 19. Geburtstag, bei der 0:2-Niederlage gegen den FC Liverpool in der englischen First Division. Mit konstanten Leistungen erkämpfte sich Keane einen Stammplatz im zentralen Mittelfeld und verdrängte sogar den ehemaligen englischen Nationalspieler Steve Hodge aus der Mannschaft. Der Neuzugang spielte eine starke Debütsaison. Neben großem Einsatzwillen, Aggressivität und Zweikampfstärke überzeugte Keane auch durch Torgefahr und traf in 35 Ligaspielen achtmal. Sein erstes Tor gelang Keane am 18. Spieltag gegen Sheffield United (2:3). Während Nottingham nicht über einen Platz im Mittelfeld der First Division hinauskam, erreichten sie erstmals seit 32 Jahren das FA-Cup-Finale. Keane absolvierte das Endspiel am 18. Mai 1991 im Wembley-Stadion, das Nottingham Forest allerdings gegen die Tottenham Hotspur mit 1:2 nach Verlängerung verlor. In der folgenden Saison 1991/92 bestätigte Keane die guten Leistungen aus dem Vorjahr und bildete mit Scot Gemmill die Mittelfeldzentrale. Als „Achter“ war er ein unverzichtbarer Schlüsselspieler und erreichte mit 14 Toren in 56 Pflichtspielen seinen persönlichen Karrierebestwert. Damit war Keane hinter Teddy Sheringham zweitbester Torschütze seiner Mannschaft. Nottingham beendete die letzte Spielzeit der First Division auf dem 8. Platz und erreichte im League Cup erneut das Endspiel eines nationalen Pokalwettbewerbs. Allerdings verpassten sie erneut einen Titel und unterlagen Manchester United mit 0:1. 
Am 15. August 1992 ging die neu gegründete Premier League in ihre erste Spielzeit und für den englischen Vereinsfußball begann eine neue Zeitrechnung, denn die einsetzende Kommerzialisierung durch das Pay-TV verschaffte den Klubs enormen finanziellen Spielraum. Für Nottingham Forest hingegen begann der sportliche Absturz, denn nach dem Abgang einiger Schlüsselspieler belegte die Mannschaft einen Großteil der Saison den letzten Tabellenplatz und Anfang Mai 1993 stand der Abstieg fest. Für den ehrgeizigen Keane war klar, dass er den Weg in die Zweitklassigkeit nicht mitgehen würde und er hatte in seinem Vertrag eine Ausstiegsklausel ausgehandelt. Dadurch kam es zum Bruch mit Trainer Clough, der ihn angesichts hoher Gehaltsforderungen als „gieriges Kind“ beschimpfte und äußerte, dass Keane zwar der aktuell aussichtsreichste Spieler im Fußball überhaupt sei, er jedoch den Klub finanziell nicht ruinieren werde. Ungeachtet der Unstimmigkeiten wählten die Nottingham-Fans Keane zum besten Spieler der abgelaufenen Saison 1992/93. Nachdem Nottinghams Abstieg feststand und sich Keane auf seine Ausstiegsklausel berief, wurde er sich schnell mit den Blackburn Rovers über einen Vereinswechsel einig. Blackburn-Trainer Kenny Dalglish erhielt per Handschlag eine Zusage von Keane. Es war Freitag und die Verträge sollten erst in der Folgewoche gedruckt und unterzeichnet werden. Währenddessen meldete sich Manchester Uniteds Trainer Alex Ferguson bei Keane und überredete ihn am Samstag zu einer Unterschrift bei United und die Vereinbarung mit den Rovers platzte. Innerhalb von zwei Wochen wurde schließlich der Wechsel für die damalige britische Rekordablöse von 3,75 Millionen £ eingefädelt und Keane schloss sich dem amtierenden Meister an.
In drei Jahren absolvierte Roy Keane insgesamt 154 Pflichtspiele (33 Tore) für Nottingham Forest.

#### Manchester United (1993–2005)

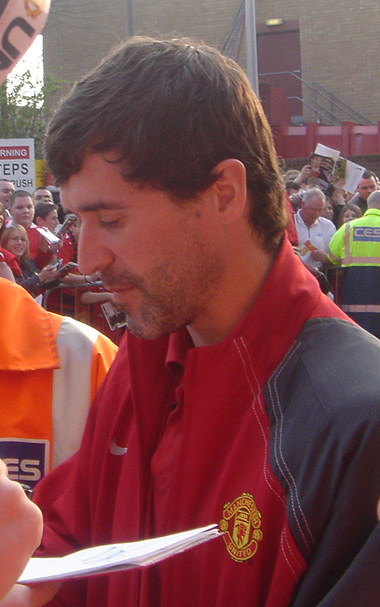
Roy Keane bei Manchester United

Keane wurde am 18. Juli 1993 offiziell als Neuzugang von Manchester United vorgestellt. Die Red Devils hatten erstmals seit 26 Jahren den englischen Meistertitel geholt und befanden sich an der Schwelle zu einer Dekade, in welcher sie eine nie da gewesene wirtschaftliche und sportliche Dominanz ausübten. Trainer Alex Ferguson hatte seinem Wunschspieler die Rolle als Nachfolger des alternden Bryan Robson im zentralen Mittelfeld zugedacht. Gleich in seinem ersten Heimspiel im Old Trafford am 19. August 1993, feierte Keane einen gelungenen Einstand und traf beim 3:0 über Sheffield United doppelt. Am Saisonende verteidigte Man United die Meisterschaft und holte das erste Double der Vereinsgeschichte. Danach begann Ferguson damit die Mannschaft umzubauen: er verkaufte ältere Spieler und ersetzte diese durch junge Talente wie David Beckham, Gary Neville, Paul Scholes und Nicky Butt, weshalb Keane bald zu den erfahrenen Akteuren des Kaders zählte. Dabei war er zu Beginn nicht nur auf seiner bevorzugten Position im zentralen Mittelfeld unterwegs, sondern half beispielsweise in der Saison 1994/95 auch auf dem Rechtsverteidigerposten oder in der Innenverteidigung aus. Grundsätzlich bildete er jedoch mit seiner Zweikampfstärke und Passsicherheit den Fixpunkt im zentralen Mittelfeld der umgebauten United-Mannschaft und nicht wenige Experten bezeichneten ihn bereits als besten Mittelfeldspieler der Premier League. Dabei war in der Umbruchphase ein nicht unwesentlicher Faktor, dass Keane in der „Schaltzentrale“ gut mit dem jungen Butt harmonierte, der nach dem überraschenden Wechsel von Paul Ince plötzlich dessen verantwortungsvolle Rolle zu übernehmen hatte. Nicht nur, dass er mit United 1996 erneut den Doppelerfolg aus FA Cup und englischer Meisterschaft feierte, auch Gerüchte über einen möglichen Wechsel zum FC Barcelona, der zu diesem Zeitpunkt von Bobby Robson trainiert wurde, kamen auf. Keane bezog dazu eindeutig Position, indem er im August 1996 in Manchester einen neuen Fünfjahresvertrag unterschrieb und mit dem Klub seinen dritten Premier-League-Titel errang – für den Verein war es die vierte Meisterschaft innerhalb von fünf Jahren. Nach dem Abgang von Éric Cantona übernahm Keane im Sommer 1997 dessen Kapitänsamt, aber die bis dato stetige Positiventwicklung widerfuhr eine plötzliche Unterbrechung, als er sich im September 1997 während eines Laufduells mit Alf-Inge Haaland in der Partie bei Leeds United das Kreuzband riss. Da ihn Haaland spontan des „Simulierens“ verdächtigte, revanchierte sich Keane an ihm nach über 3½ Jahren mit einem schweren und absichtlichen Foul. Nicht zuletzt Keanes lange Verletzungspause, die bis kurz vor Ende der Saison 1997/98 andauerte, war mitverantwortlich dafür, dass Manchester United in diesem Jahr ohne Trophäe blieb.
Seine besonderen Fähigkeiten stellte Keane wieder in der Saison 1998/99 unter Beweis. Dabei verpasste er in der gesamten Saison nur sieben Pflichtspiele und die wiederum nur deswegen, weil er während sämtlicher Ligapokalpartien für die anderen drei Hauptwettbewerbe geschont wurde. Am Dreifacherfolg aus Champions League, FA Cup und Premier League hatte Keane entscheidenden Anteil, was bereits in der Gruppenphase begann, als er in der wichtigen letzten Partie gegen den FC Bayern München den Führungstreffer schoss (Endstand: 1:1) und damit die Qualifikation für die K.-o.-Spiele knapp gelang. Auch sein Beitrag im ersten FA-Cup-Halbfinale gegen den FC Arsenal war von großer Bedeutung, wenngleich er später in der Begegnung die rote Karte sah und für das Wiederholungsspiel gesperrt war. Eine seiner wohl besten Leistungen der gesamten Karriere war das Champions-League-Semifinalrückspiel bei Juventus Turin, als sein Team bereits mit 0:2 zurücklag und die Partie unter seiner Führung spektakulär in einen 3:2-Sieg umdrehte. Aufgrund einer Gelbsperre war er jedoch beim 2:1-Endspielsieg seiner Mannschaft über den FC Bayern München zum Zuschauen „verdammt“. Beim Gegner aus Turin hatte Keane erneut Begehrlichkeiten geweckt, aber mit einer weiteren Vertragsverlängerung, die ihm Presseberichten zufolge ein Wochensalär von 55.000 Pfund einbrachte, wehrte United ein weiteres Mal die Transfergebote ab. Sportliche Höhepunkte in der Saison 1999/2000 waren der Sieg im Weltpokal, als Keane den einzigen Treffer zum 1:0 gegen Palmeiras São Paulo besorgte, der Gewinn der mittlerweile fünften englischen Meisterschaft und für ihn persönlich die Wahl zu Englands Fußballer des Jahres – sowohl durch die Journalistenvereinigung als auch über die Spielergewerkschaft PFA.
In den anschließenden Jahren interpretierte Keane seine Rolle etwas defensiver, was ihm zwar weniger eigene Torerfolge einbrachte, aber Spielern wie David Beckham in der Spielzeit 2000/01 ermöglichte, sich verstärkt in die Offensive einzuschalten. Wenngleich die Champions-League-Saison trotz eines viel versprechenden Starts etwas enttäuschend im Viertelfinale endete, verteidigte Keane mit „United“ 2001 überlegen die englische Meisterschaft. Ein weiteres Beispiel für die Abhängigkeit von United von seinem „Skipper“ Keane war die titellose Saison 2001/02, in der der Kapitän von Ende September bis Anfang November 2001 verletzungsbedingt fehlte und nach seiner Rückkehr erst einmal in der Vierer-Abwehrkette eingesetzt wurde, um die Flut an Gegentoren einzudämmen. Ein Jahr später gewann er die siebte und letzte englische Meisterschaft in seiner aktiven Laufbahn und obwohl er mittlerweile im „Herbst der Karriere“ angelangt war und eine Hüftoperation ihn zeitweise außer Gefecht gesetzt hatte, trug er wesentlich zum Premier-League-Erfolg bei – wobei nicht unwesentlich war, dass er sich nach seinem (zeitweiligen) Rücktritt aus der irischen Nationalelf vollständig auf den Vereinsfußball fokussierte. Obwohl Keane mit den zur Saison 2003/04 neu verpflichteten Kléberson und Éric Djemba-Djemba gleich doppelte Konkurrenz auf seiner Position bekam, verteidigte er weiter seinen Stammplatz und führte das Team nach einem 3:0-Finalsieg gegen den FC Millwall zum vierten – und ebenso letzten – FA-Cup-Erfolg in seiner Laufbahn. Es war Keanes letzter Titel im englischen Fußball als aktiver Spieler und nach einer Saison 2004/05, die ohne Trophäe endete, ließ Keane wissen, dass die Spielzeit 2005/06 seine letzte im Old Trafford sein werde. Diese war zu Beginn durch seine chronischen Rücken- und Beckenbeschwerden negativ beeinflusst und plötzlich veröffentlichte der Klub im November 2005 die sofortige Trennung von seinem verdienten Spieler, dem dadurch im folgenden Monat ein Wechsel zu Celtic Glasgow – und damit die Erfüllung eines „Kindheitstraums“ – möglich war. Auslöser der Trennung war ein eskalierender Streit zwischen Keane und seinem Trainer Alex Ferguson. Keane hatte einige Wochen zuvor in einem Interview mit dem vereinseigenen Fernsehsender „MUTV“ die Transferpolitik des Vereins und mehrere Mitspieler, u. a. Rio Ferdinand, Kieran Richardson, Alan Smith, John O’Shea und Darren Fletcher hart kritisiert. Ferguson untersagte daraufhin die Ausstrahlung des Interviews.
Rückblickend war Keane der verlängerte Arm von Trainer Ferguson. Mit überdurchschnittlichem Einsatzwillen und großer Zweikampfstärke ging er stets vorneweg. Auch neben dem Platz vertrat Keane stets seine Meinung und stand dafür ein, auch wenn er beispielsweise die Man-United-Fans kritisierte. Der große Wert des Kapitäns zeigte sich, als es um Keanes Vertragsverlängerung ging und Manchester United ihn zum bestbezahlten Spieler in seiner Geschichte machte. Auf der anderen Seite hatte er stets mit seinem Temperament und Disziplinlosigkeiten zu kämpfen, so erhielt er 13 rote Karten während seiner Karriere. In 12½ Jahren bestritt er 480 Pflichtspiele und schoss 51 Tore, darunter 326 Premier-League-Spiele (33 Tore), 60 FA-Cup-Partien (zwei Tore) und 82 Europapokalbegegnungen (14 Tore).

#### Celtic Glasgow (2005–2006)
Nach seiner Vertragsunterschrift in Glasgow am 15. Dezember 2005 kam Keane im Januar 2006 in einem Drittrunden-Pokalspiel gegen das unterklassige FC Clyde erstmals zum Einsatz und verlor dort überraschend mit 1:2. Trotz des misslungenen Debüts gestaltete sich die verbleibende Zeit der Saison 2005/06 positiv und über einen Derbysieg gegen die Rangers, in dem Keane als bester Spieler („Man of the Match“) ausgezeichnet wurde, gewann er die schottische Meisterschaft und dazu den Ligapokal. Doch nach nur einem halben Jahr war sein Gastspiel in Schottland wieder beendet und auf ärztlichen Rat erklärte Keane am 12. Juni 2006 das Ende seiner Karriere.
Am 9. Mai 2006 folgte im Old Trafford vor 69.591 Zuschauern sein Abschiedsspiel, in dem er je eine Halbzeit für Manchester United und Celtic Glasgow bestritt. Die Einnahmen der Partie spendete Keane einer Wohltätigkeitsorganisation.

### Irische Nationalmannschaft
Erstmals auf internationaler Ebene spielte Keane 1991 für die irische U-21-Auswahl gegen die Türkei und bereits zu diesem frühen Zeitpunkt missfielen ihm die Organisationsmängel und fehlende Professionalität rund um das eigene Team. Dieses Unbehagen blieb bei ihm während seiner gesamten Laufbahn in der A-Nationalmannschaft erhalten, was nicht selten in Konfrontationen mit der sportlichen Leitung mündete. Als Keane seine Teilnahme an einer Länderspielreise in Algerien verweigerte, drohte ihm der damalige Trainer Jack Charlton damit, ihn nicht mehr für Irland für spielen zu lassen, berief ihn dann aber ein Jahr später in den Kader zurück. Auch in Bezug auf Charltons Stil, weniger auf die fußballerischen Fähigkeiten seiner Spieler und mehr auf laufintensives „Pressing“ zu setzen, gingen die Meinungen auseinander. Die Spannungen erreichten ihren Höhepunkt während eines Vorbereitungsturniers in den USA, als Charlton Keane eine verspätete Heimkehr ins Teamquartier und das dafür verantwortliche Trinkgelage mit Steve Staunton verübelte.
Dennoch war Keane Teil des irischen Kaders während der WM 1994 in den Vereinigten Staaten. Dabei war er in allen Partien seines Teams mit dabei, wozu auch der überraschende 1:0-Erfolg im Gruppenspiel gegen den späteren Vizeweltmeister Italien zählte. Obwohl Irland im Achtelfinale dann an den Niederlanden (0:2) scheiterte, galt der Auftritt der Mannschaft insgesamt gemäß weit verbreiteter Meinung als gelungen – Keane hingegen stimmte in die Feierlaune nicht mit ein, bezeichnete die WM-Endrundenteilnahme als eine Enttäuschung und ließ sich später in seiner Autobiografie wie folgt zitieren: „Da gab es nichts zu feiern. Wir haben wenig erreicht.“ Für die WM 1998 in Frankreich konnten sich die Iren nicht qualifizieren, auch weil ihr Kapitän den Großteil der Qualifikationsspiele wegen eines Kreuzbandrisses verpasste. Auch die EURO 2000 wurde nach verlorenen Play-off-Spielen gegen die Türkei verpasst.
Erst 2002 war es wieder soweit und der neue Trainer Mick McCarthy führte Irland zur WM-Endrunde nach Japan und Südkorea. Irland hatte – nicht zuletzt aufgrund der beständig guten Leistungen von Roy Keane – eine starke Qualifikation gespielt, war zu Hause unbesiegt geblieben und am Ende sogar vor den Niederlanden Gruppenzweiter gewesen. Im Laufe der ersten Trainingseinheit äußerte Keane Bedenken über das Quartier der Nationalmannschaft, überwarf sich mit Trainer McCarthy und reiste ab. Trotz der Abreise ihres Kapitäns und Superstars überstanden die Iren die Gruppenphase und schieden erst im Achtelfinale gegen Spanien im Elfmeterschießen aus. Nach Niederlagen in der Frühphase der Qualifikation zur Euro 2004 gegen Russland (2:4) und die Schweiz (1:2) trat Nationaltrainer McCarthy im November 2002 zurück und Keane, der eine mögliche Rückkehr zuvor nicht ausgeschlossen hatte, feierte im April 2004 unter der neuen sportlichen Leitung von Brian Kerr gegen Rumänien ein Comeback. Die Rolle des Mannschaftskapitäns füllte jedoch weiter Kenny Cunningham aus und nachdem sich Irland für die Endrunde der WM 2006 in Deutschland nicht hatte qualifizieren können, verkündete Keane seinen endgültigen Rücktritt aus der Nationalelf. Insgesamt hatte er zwischen 1991 und 2005 insgesamt 67 Länderspiele bestritten und dabei neun Tore erzielt.

## Trainerlaufbahn

### AFC Sunderland (2006–2008)
Nachdem unmittelbar nach dem Ende der aktiven Laufbahn über eine direkte Anschlusstätigkeit als Nachfolger von Celtic-Trainer Gordon Strachan spekuliert worden war, übernahm Keane im August 2006 beim AFC Sunderland in der zweitklassigen Football League Championship die sportliche Leitung. Dort war kurz zuvor sein Landsmann Niall Quinn Vorsitzender geworden und hatte zwischenzeitlich auch selbst die Trainingsarbeit erledigt – mit wenig Erfolg, wie vier Niederlagen in Serie unter Beweis gestellt hatten. Kurz vor Abschluss der Transferperiode nahm Keane nicht weniger als sechs neue Spieler unter Vertrag, wozu neben den Ex-Manchester-Kollegen Dwight Yorke und Liam Miller auch die von Celtic verpflichteten Ross Wallace und Stanislav Varga gehörten. Die „Aufholjagd“ begann mit zwei Siegen gegen Derby County (2:1) und Leeds United (3:0) und mit Hilfe von fünf weiteren Verstärkungen im Winter – darunter die aus Manchester ausgeliehenen Jonny Evans und Danny Simpson – und einem Trainer, der einen hohen Grad an Disziplin vorlebte und von seinen Mannen einforderte, arbeitete sich die Mannschaft aus der unteren Tabellenhälfte in die Aufstiegsregionen vor. Am 29. April 2007 sicherte sich Sunderland den Aufstieg in die Premier League, nachdem Crystal Palace den Konkurrenten Derby County bezwungen hatte, und eine Woche später gewann der Klub gar die Zweitligameisterschaft.
Keanes Debütsaison 2007/08 als Premier-League-Trainer war durch den stetigen Klassenerhaltskampf geprägt. Trotz einiger herber Rückschläge, wie die 1:7-Niederlage gegen den FC Everton, stabilisierte sich das Team während der Rückrunde besonders in Heimspielen und verhinderte am drittletzten Spieltag den Abstieg. Wieder hatten mit Kieran Richardson, Paul McShane, Danny Higginbotham und Phil Bardsley ehemalige Akteure aus Manchester den Kader verstärkt. Dass dies keine dauerhafte Stabilität einbrachte, zeigte sich aber bereits zu Beginn der Spielzeit 2008/09. Keanes Team wendete im Ligapokalheimspiel gegen das unterklassige Northampton Town die Blamage nur knapp nach Elfmeterschießen ab und am 4. Dezember 2008 trat er schließlich von seinem Amt zurück, nachdem er fünf der letzten sechs Partien verloren und mit Sunderland auf einem Abstiegsplatz gestanden hatte. Im Februar 2009 gab Keane an, die wahren Gründe für die Trennung hätten sowohl in den Differenzen mit einem amerikanischen Investor, der sich im Herbst 2007 in den Verein eingekauft hatte, als auch in der fehlenden Rückendeckung von Quinn gelegen.

### Ipswich Town (2009–2011)
Im April 2009 verpflichtete ihn der englische Zweitligist Ipswich Town, wo er, wie schon in Sunderland, die Aufgabe hatte, den Verein wieder ins Oberhaus zu führen. Nach zwei Siegen in den letzten beiden Saisonspielen entwickelte sich der Beginn der anschließenden Saison 2009/10 aber mit 14 sieglosen Partien zu einem kapitalen Fehlstart. Erst am 31. Oktober 2009 folgte der erste „Dreier“ und obwohl die Leistungen besser wurden, waren die Aufstiegsränge in weiter Entfernung, was sich im 15. Abschlusstabellenplatz ausdrückte. Auch in der Saison 2010/11 lief es nicht nach Wunsch. Vor allem bekam Keane die Torflaute seines Teams und dazu die Defensivprobleme nicht in den Griff. Nach einer Serie von neun Spielen mit sieben Niederlagen gingen Keane und Ipswich Town im Januar 2011 schließlich wieder getrennte Wege.

## Persönlichkeit
Keane galt vor allem während seiner Zeit bei Manchester United als treibende Kraft und verlängerter Arm von Trainer Alex Ferguson. Innerhalb der Mannschaft war er die dominierende Figur und unangefochtener Leitwolf, der rigoros dafür sorgte, dass unter den Spielern ein hohes Maß an Motivation herrschte. Äußerst berüchtigt waren seine cholerischen Ausbrüche auf und neben dem Platz. So haben viele seiner Mitspieler häufig seine wütenden Attacken deutlich zu spüren bekommen, wenn sie sich auf dem Platz oder beim Training seiner Meinung nach nicht richtig ins Zeug legten.
Der ehemalige United-Verteidiger Rio Ferdinand erinnerte sich an einen Vorfall mit dem damals noch jungen talentierten schottischen Mitspieler Michael Stewart, den sich Keane zur Brust nahm: „After training one day, Michael was taking off his boots and Keane went over to him and said 'I can see you're going to be one of those players who, in a couple years, will be at Accrington Stanley or some non-league team, telling your teammates how you used to share a changing room with guys like Roy Keane and Ruud van Nistelrooy rather than being out there playing with us.“
Laut Ferguson begann sich das Verhalten Keanes durch seine Verletzungen (Operationen an Hüfte und Kreuzband) und mit zunehmendem Alter zu ändern. Der ohnehin emotionale Keane entwickelte sich immer mehr zu einem Hitzkopf, der immer häufiger die Beherrschung verlor. So kam es innerhalb der Mannschaft wiederholt zu heftigen Auseinandersetzungen zwischen ihm und einigen seiner Mitspieler.
Auch das ursprünglich gute Verhältnis zwischen Keane und seinem Trainer Alex Ferguson bekam erste Risse. Während der Vorbereitung für die Saison 2005/06 kam es im Trainingslager in Portugal zu einem heftigen Disput zwischen dem Kapitän und Ferguson, nachdem Keane den Zustand der Spielerunterkünfte kritisiert hatte. Höhepunkt des Konflikts war ein Interview Keanes mit dem vereinseigenen Fernsehsender MUTV (Manchester United Television), in dem er einige seiner Mitspieler, u. a. Kieran Richardson, Darren Fletcher, Rio Ferdinand, Alan Smith und Edwin van der Sar, heftig kritisierte. Im Zuge dessen trennte sich Manchester United im November 2005 von Keane. Sein Streit mit Alex Ferguson dauert bis heute an.
Ungeachtet dessen gilt Roy Keane bis heute unter Fans neben Éric Cantona und Bryan Robson als einer der größten Kapitäne in der Geschichte von Manchester United.

## Kontroversen
Keane stand während der aktiven Laufbahn aufgrund seiner körperbetonten Spielweise und Meinungsstärke häufig im öffentlichen Fokus. Besondere Aufmerksamkeit erregten dabei zwei miteinander in Verbindung stehende Vorfälle mit dem Norweger Alf-Inge Haaland. Während eines Spiels von Manchester United gegen Leeds United am 27. September 1997 zog sich Keane bei einem Laufduell mit Haaland einen Kreuzbandriss zu. Haaland beugte sich über den verletzt am Boden liegenden Keane und beschuldigte diesen, ein Foulspiel und eine Verletzung nur vorzutäuschen, um einen Elfmeter zu schinden. Roy Keane war anschließend neun Monate verletzt. Das Nachspiel kam am 21. April 2001 im Derby gegen Manchester City, wohin Haaland mittlerweile gewechselt war. Keane foulte fünf Minuten vor Spielende Haaland auf Kniehöhe übel. Der englische Fußballverband bewertete dies als Revanchefoul und sperrte Keane zunächst für drei Spiele und belegte ihn mit einer Strafe von £5.000. In der von Keane im August 2002 veröffentlichten Autobiographie sagte der Spieler selbst aus, dass es von Anfang an seine Absicht war, Haaland zu verletzen. Die FA belegte Keane daraufhin nachträglich mit einer weiteren Sperre von fünf Spielen und einer Geldstrafe von £150.000.
Eine „nationale Fußballkrise“ löste Keane im Vorfeld der WM-Endrunde 2002 in Japan und Südkorea aus, als er sich nach erfolgreicher Qualifikation kritisch über das Quartier der irischen Nationalmannschaft und Trainer Mick McCarthy äußerte und dafür von Letzterem umgehend wieder nach Hause zurückgeschickt wurde.
Ebenfalls große Beachtung hatten Keanes Äußerungen im November 2000 über die Heimfans von Manchester United gefunden. Dabei hatte er dem heimischen Publikum nach einem Champions-League-Spiel gegen Dynamo Kiew – im Unterschied zu den mitreisenden Auswärtsanhängern, von ihm als „Hardcore-Fans“ bezeichnet – vorgeworfen, „sich einige Drinks und Garnelensandwiches zu nehmen und nicht zu verstehen, was auf dem Platz vorgehe“.
Als legendär gelten bei den Spielen zwischen Manchester United und dem FC Arsenal die Aufeinandertreffen der beiden Kapitäne Roy Keane und Patrick Vieira, die sich auf und neben dem Platz erbitterte Kämpfe lieferten. Einer der bekanntesten Zwischenfälle ereignete sich im Februar 2005, als es im Spielertunnel des Highbury zu einer Rangelei zwischen den beiden Kapitänen kam. So sagte Keane zum Unparteiischen Graham Poll: „Tell him [Vieira] to shut his fucking mouth!“ Patrick Vieira war zuvor seinen Gegenspieler Gary Neville angegangen, woraufhin Keane dazwischen ging. Der Streit wurde live auf Sky Sports übertragen. 2013 veröffentlichte der Journalist Gabriel Clarke die TV-Dokumentation Keane & Vieira – Best of Enemies, bei der die beiden Kontrahenten aufeinandertreffen und gemeinsam über die alte Feindschaft berichten.

## Titel/Auszeichnungen
mit Nottingham Forest
- Full Members Cup: 1992

mit Manchester United
- Champions League: 1999
- Weltpokal: 1999
- Englischer Meister: 1994, 1996, 1997, 1999, 2000, 2001, 2003 (7-mal)
- FA Cup: 1994, 1996, 1999, 2004 (4-mal)
- FA Community Shield: 1993, 1996, 1997, 2003 (4-mal)

mit Celtic Glasgow
- Schottischer Meister: 2006
- Schottischer Ligapokal: 2006

Individuelle Ehrungen
- Englands Fußballer des Jahres: 2000
- Englands Fußballer des Monats: Oktober 1998, Dezember 1999
- PFA Team of the Year: 1993, 1997, 2000, 2001, 2002
- Sir Matt Busby Spieler des Jahres: 1999, 2000
- Seit 2004 Mitglied der English Football Hall of Fame
- FIFA 100 (Liste der besten 125 noch lebenden Fußballer)
- Mitglied der Hall of Fame der Premier League

## Saisonstatistik
| Verein            | Liga             | Saison          | Liga   | Liga | Nat. Pokal | Nat. Pokal | Europapokal | Europapokal | Andere | Andere | Gesamt | Gesamt |
| Verein            | Liga             | Saison          | Spiele | Tore | Spiele     | Tore       | Spiele      | Tore        | Spiele | Tore   | Spiele | Tore   |
| ----------------- | ---------------- | --------------- | ------ | ---- | ---------- | ---------- | ----------- | ----------- | ------ | ------ | ------ | ------ |
| Cobh Ramblers     | Premier Division | 1989/90         | 23     | 1    | 3          | 1          | -           | -           | 3      | 0      | 29     | 2      |
| Gesamt            | Gesamt           | Gesamt          | 23     | 1    | 3          | 1          | -           | -           | 3      | 0      | 29     | 2      |
| Nottingham Forest | First Division   | 1990/91         | 35     | 8    | 10         | 1          | -           | -           | 4      | 1      | 49     | 10     |
| Nottingham Forest | First Division   | 1991/92         | 39     | 8    | 4          | 0          | -           | -           | 13     | 6      | 56     | 14     |
| Nottingham Forest | Premier League   | 1992/93         | 40     | 6    | 4          | 1          | -           | -           | 5      | 1      | 49     | 8      |
| Gesamt            | Gesamt           | Gesamt          | 114    | 22   | 18         | 2          | -           | -           | 22     | 8      | 154    | 32     |
| Manchester United | Premier League   | 1993/94         | 37     | 5    | 6          | 1          | 3           | 2           | 8      | 0      | 54     | 8      |
| Manchester United | Premier League   | 1994/95         | 25     | 2    | 7          | 0          | 4           | 1           | 1      | 0      | 37     | 3      |
| Manchester United | Premier League   | 1995/96         | 29     | 6    | 7          | 0          | 2           | 0           | 1      | 0      | 39     | 6      |
| Manchester United | Premier League   | 1996/97         | 21     | 2    | 3          | 0          | 6           | 0           | 3      | 1      | 33     | 3      |
| Manchester United | Premier League   | 1997/98         | 9      | 2    | -          | -          | 1           | 0           | 1      | 0      | 11     | 2      |
| Manchester United | Premier League   | 1998/99         | 35     | 2    | 7          | 0          | 12          | 3           | 1      | 0      | 55     | 5      |
| Manchester United | Premier League   | 1999/00         | 29     | 5    | -          | -          | 12          | 6           | 4      | 1      | 45     | 12     |
| Manchester United | Premier League   | 2000/01         | 28     | 2    | 2          | 0          | 13          | 1           | 1      | 0      | 44     | 3      |
| Manchester United | Premier League   | 2001/02         | 28     | 3    | 2          | 0          | 12          | 1           | 1      | 0      | 43     | 4      |
| Manchester United | Premier League   | 2002/03         | 21     | 0    | 3          | 0          | 6           | 0           | 2      | 0      | 32     | 0      |
| Manchester United | Premier League   | 2003/04         | 28     | 3    | 5          | 0          | 4           | 0           | 1      | 0      | 38     | 3      |
| Manchester United | Premier League   | 2004/05         | 31     | 1    | 4          | 1          | 6           | 0           | 2      | 0      | 43     | 2      |
| Manchester United | Premier League   | 2005/06         | 5      | 0    | -          | -          | 1           | 0           | -      | -      | 6      | 0      |
| Gesamt            | Gesamt           | Gesamt          | 326    | 33   | 46         | 2          | 82          | 14          | 26     | 2      | 480    | 51     |
| Celtic Glasgow    | SPL              | 2005/06         | 10     | 1    | 1          | 0          | -           | -           | 2      | 0      | 13     | 1      |
| Gesamt            | Gesamt           | Gesamt          | 10     | 1    | 1          | 0          | -           | -           | 2      | 0      | 13     | 1      |
| Karriere Gesamt   | Karriere Gesamt  | Karriere Gesamt | 473    | 57   | 68         | 5          | 82          | 14          | 53     | 4      | 676    | 86     |